# Ренен (Франция)
Рене́н (фр. Réning, нем. Reiningen) — коммуна во французском департаменте Мозель региона Лотарингия. Относится к  кантону Альбестроф.	

## Географическое положение
Ренен расположен в 55 км к востоку от Меца. Соседние коммуны: Гренен на севере, Неллен на северо-востоке, Энсмен на востоке, Альбестроф на юге, Мондидье на юго-западе, Ленен и Франкальтроф на западе.

## История
- До 1870 года до германской оккупации был в составе французского департамента Мёрт.
- В 1973—1983 годах входил в Альбестроф.

## Демография
По переписи 2007 года в коммуне проживало 130 человек.

## Достопримечательности
- Церковь Сен-Франсуа-д'Ассис де Ренен, в неоготическом стиле,  1880 года.